# Century City (Makati)
Century City es un desarrollo de uso mixto de 3.4 hectáreas promovido por Century Properties y situado en la población de Makati, una de las ciudades que componen el Gran Manila (Filipinas). En él se encuentran varios de los edificios más altos de Filipinas, como The Gramercy Residences, The Milano Residences, The Knightsbridge Residences o la Trump Tower Manila, así como el Century City Mall, de 17 000 m². El complejo, cuyo coste total ascendió a 40 000 millones de pesos filipinos, contiene un edificio de oficinas para empresas corporativas y externalización de procesos de negocio, cuatro torres residenciales de lujo, un edificio de uso mixto, un centro comercial y un hospital.
El terreno que ocupa el desarrollo albergaba antiguamente la International School Manila. Fue adquirido en 2006 por un consorcio compuesto por Century Properties y Picar Holdings, y las obras empezaron en 2007.

## Localización
Century City está situado en una parcela de 4.8 hectáreas a lo largo de Kalayaan Avenue ocupada por la International School Manila durante más de cuarenta años. Ocupa una parte significativa de la antigua zona céntrica de Makati que está siendo renovada, a lo largo de Makati Avenue, justo al norte del Makati Central Business District. El complejo está rodeado por Valdez Street al norte, Kalayaan Avenue al sur, Salamanca Street al este y Spring Street al oeste. También está a unas pocas cuadras de distancia del Rockwell Center y unos 400 metros al sur del río Pásig y de Mandaluyong.

## Century City Mall
El Century City Mall es el centro comercial de Century City. Completado en 2014, es un centro comercial boutique con 17 000 m² de espacio alquilable para unos cien inquilinos. Tiene como tiendas anclas al supermercado The Marketplace y un multicine con cuatro salas. El centro comercial tiene cinco plantas y también contiene varios restaurantes y bares.

## Centuria Medical
El Centuria Medical Makati, completado en 2017, es un hospital con instalaciones y servicios digitales que está gestionado por una empresa conjunta con Centuria Medical. Es un centro quirúrgico independiente que atiende las necesidades de especialidades como cirugía plástica reconstructiva y estética, dermatología, otorrinolaringología, gastroenterología, obstetricia y ginecología, oftalmología, ortopedia y urología, contando con más de quinientos doctores colegiados.

## Proyectos residenciales y de oficinas
Edificios residenciales
- The Gramercy Residences
- Trump Tower Manila
- The Knightsbridge Residences
- Milano Residences
- Century Spire

Edificios de oficinas
- Forbes Media Tower (actualmente Century Diamond Tower), un edificio de oficinas de 5000 millones de pesos filipinos, construido en colaboración con Forbes y la Mitsubishi Corporation y completado en 2021.[4]